# International Federation of American Football

Ehemaliges IFAF-Logo

Die International Federation of American Football (IFAF) ist der Weltverband für American Football mit Sitz in La Courneuve, Frankreich.
Die IFAF ist bestrebt, American Football außerhalb Amerikas bekannter zu machen. Die IFAF ist als Weltverband von Internationalen Olympischen Komitee anerkannt. Bei den Olympischen Spielen 2028 in Los Angeles ist der Sport mit der kontaktfreien Variante Flag Football vertreten.

## Geschichte
Auch wenn American Football ein typisch US-amerikanischer Sport ist, wird er in fast 100 Ländern der Erde ausgeübt. Um die weltweiten Aktivitäten außerhalb der US-amerikanischen Profiligen NFL und NFL Europe zu bündeln, wurde im Jahr 1998 die IFAF gegründet. Im gleichen Jahr gründete sich mit der International American Football Federation (IAFF) ein zweiter Weltverband. Nach der ersten Weltmeisterschaft im Jahre 1999 fusionierten im Jahr 2000 bei einer Konferenz in Paris beide Verbände zur International Federation of American Football.
Ein Meilenstein wurde erreicht, als die IFAF 2003 vorläufig und 2005 endgültig in die General Association of International Sports Federations (GAISF) aufgenommen wurde, der zentralen Dachorganisation der weltweiten Sportverbände. Dadurch eröffnete sich die Möglichkeit, sich zur Teilnahme an den World Games zu bewerben. Bei den World Games 2005 in Duisburg konnte sich American Football erstmals als „Einladungs-Sportart“ präsentieren. Über 18.000 Zuschauer besuchten das Endspiel in der Duisburger MSV-Arena. Insgesamt 28.000 Zuschauer besuchten die vier Spiele des Turniers, das von Deutschland gewonnen werden konnte.
Im Rahmen einer Umstrukturierung beschloss die IFAF 2012 die Gründung von fünf kontinentalen Zonen innerhalb des Weltverbandes, die die bisherigen eigenständigen Kontinentalverbände ablösen sollten. Der europäische Verband EFAF, hauptsächlich vom deutschen Verband AFVD getragen, widersetzte sich jedoch der Auflösung. Nach zwei Jahre Streitigkeiten zwischen den Verbänden einigten sich IFAF und AFVD in der sogenannten Frankfurter Erklärung. Die EFAF wurde 2014 aufgelöst, die bisherigen EFAF-Europapokalwettbewerbe (European Football League) von der deutschen GFL International weitergeführt.
Nach der Absage der IFAF-Weltmeisterschaft 2015 in Schweden aus finanziellen Gründen zog sich IFAF-Präsident Tommy Wiking vom Amt zurück. Die WM wurde kurzfristig nach Canton (Ohio) in den Vereinigten Staaten vergeben – aus Kostengründen verzichteten Deutschland, Österreich und Schweden auf die Teilnahme. Dort fand auch der IFAF-Kongress unter Leitung des bisherigen Vizepräsidenten Roope Norenen statt. Dem zurückgetretenen Präsidenten Wiking wurde dabei ein Platz in der Sitzungsleitung verwehrt. Ein Teil der Delegierten zog sich aus dem Kongress zurück, tagte in der Lobby des Tagungshotels und bestätigte Wiking als Präsident. Die verbliebenen Delegierten dagegen bestätigten Norenen als Interimspräsident.
In der Folge existierten zwei Verbände parallel. Die IFAF mit Sitz in Paris unter Vorsitz von Wiking wurde insbesondere von Deutschland und Frankreich angeführt. Die IFAF Paris schloss im September 2016 sechs Nationen aus, unter anderem USA Football und veranstaltete das Turnier bei den World Games 2017. Die IFAF mit Sitz in New York wurde von den USA, Kanada, Japan und den nordeuropäischen Ländern getragen. Die IFAF New Work wählte 2016 Richard MacLean (Kanada) zum Präsidenten und führte die Frauen-Weltmeisterschaft 2017 durch. Im September 2017 stellte der Internationale Sportgerichtshof (CAS) fest, dass Wiking 2015 offiziell als Präsident zurückgetreten war; am 1. März 2018 wurde MacLean durch eine endgültige Entscheidung des CAS zum legitimen Präsidenten der IFAF erklärt. Im Oktober 2018 lehnte das Schweizer Bundesgericht eine Beschwerde von Wiking gegen den früheren Beschluss des CAS zugunsten der IFAF ab. Streitigkeiten zwischen dem deutschen Verband AFVD und der IFAF über finanzielle Verpflichtungen wurden im Herbst 2020 beigelegt.
Im Dezember 2021 wurde Pierre Trochet (Frankreich) zum neuen Präsidenten gewählt. Im Oktober 2023 erkannte das Internationale Olympischen Komitee die IFAF als Weltverband an und nahm Flag Football als Sportart für die Olympischen Spiele 2028 in Los Angeles auf. Trochet wurde Ende 2024 für weitere vier Jahre im Amt bestätigt.

## Organisation

### Vorstand
Der aktuelle Vorstand wurde im Dezember 2024 für eine Amtszeit bis 2028 gewählt:
- Präsident: Pierre Trochet (Frankreich)
- Vizepräsident: James Mullin (Kanada)
- Generalsekretär: Eric Mayes (USA)
- Direktor für Finanzen: Uras Aslan (Türkei)
- Direktor für Wettbewerbe: Fabio Tortosa (Italien)
- Direktor für Entwicklung: Russell McConnochie (Neuseeland)

Dazu kommen die Direktoren der fünf kontinentalen Zonen:
- Afrika: Awasum Junior
- Amerikas: Javier L’Episcopo
- Asien: Daryll Nathaniel
- Europa: Gregor Murth (Österreich)
- Ozeanien: Russell McConnachie

sowie der Direktor für die Vertretung der Athleten.

### Präsidenten
- 1998/99: Eiji Sasada (Japan)
- 1999–2006: Frederic Paquet (Frankreich)
- 2006–2015: Tommy Wiking (Schweden)
- 2015 interim: Mac Kaneuji (Japan) und Roope Norenen (Finnland)
- 2015/16: Roope Norenen (Finnland)
- 2016–2021: Richard MacLean (Kanada)
- seit 2021: Pierre Trochet (Frankreich)

## Mitglieder
Derzeit sind 74 nationale Footballverbände in fünf Kontinentalverbänden Mitglieder der IFAF.

### IFAF Africa
12 Mitglieder: Ägypten +, Elfenbeinküste +, Ghana +, Kamerun *, Kenia *, Kongo ?, Marokko, Nigeria *, Südafrika +, Tunesien +, Uganda + und Zimbabwe +.

### IFAF Americas
15 Mitglieder: Argentinien +, Brasilien, Chile *, El Salvador +, Guatemala +, Haiti *, Honduras, Kanada, Kolumbien +, Kuba +, Mexiko, Nicaragua +, Panama, Uruguay + und Vereinigte Staaten.

### IFAF Asia
12 Mitglieder: Hongkong +, Indien *, Indonesien *, Japan, Jordanien *, Kuwait *, Malaysia *, Philippinen, Singapur *, Südkorea * Thailand ?, und Vietnam ?.

### IFAF Europe
30 Mitglieder: Belarus +, Belgien *, Dänemark, Deutschland, Finnland, Frankreich, Georgien +, Irland *, Israel, Italien, Luxemburg +, Malta +, Kroatien +, Niederlande *, Norwegen, Österreich, Polen *, Portugal +, Russland *, Schweden, Schweiz, Serbien *, Slowakei *, Slowenien, Spanien, Tschechien *, Türkei, Ukraine *, Ungarn * und das Vereinigte Königreich.

### IFAF Oceania
5 Mitglieder: Australien, Neukaledonien ?, Neuseeland *, Papua-Neuguinea + und Tahiti *.

## Wettbewerbe

### Weltmeisterschaften (Tackle Football)
Die erste American-Football-Weltmeisterschaft fand 1999 in Palermo, Italien statt. Japans ging als erster Weltmeister hervor. Bei der WM 2003 in Hanau und Wiesbaden, Deutschland konnte Japan den Titel verteidigen. 
Die dritte WM im Jahr 2007 fand im japanischen Kawasaki statt. Erstmals nahm eine US-amerikanische Mannschaft, bestehend aus College-Spielern, teil und gewann den Wettbewerb. Die Endrunde der Weltmeisterschaft 2011 wurde in Österreich ausgetragen, die Weltmeisterschaft 2015 in Canton, Ohio, USA. Beide Turniere wurden wieder vom US-Team entscheiden. 
Die sechste Weltmeisterschaft sollte 2019 in Australien stattfinden. Aufgrund der Verbandsstreitigkeiten wurde das Turnier verschoben und schließlich für das Jahr 2023 neu nach Deutschland vergeben. Auch diese Austragung wurde vorerst auf 2025 verschoben. 
Die bisherigen Weltmeisterschaften der Frauen fanden 2010, 2013, 2017 und 2022 statt und wurden jeweils von den USA gewonnen. Die nächste WM soll 2026 stattfinden.
Die Weltmeisterschaften der Männer unter 19 fanden 2009 (Sieger USA), 2012 (Kanada), 2014 (USA), 2016 (Kanada) und 2018 (Kanada) statt. Seit 2024 wird das Turnier als U20 ausgetragen. Kanada gewann das Heimturnier. Zukünftig ist ein Vier-Jahres-Zyklus vorgesehen.

### Flag Football
Im Flag Football werden seit 2002 alle zwei Jahre Weltmeisterschaften der Männer und der Frauen ausgetragen. Dazu kommen kontinentale Meisterschaften in Europa (Männer seit 2003, Frauen seit 2005) und in Asien (seit 2015, 2014 als Beach Flag Football).

### World Games
Die IFAF veranstaltete bei den World Games 2005 und 2017 jeweils ein American-Football-Turnier als Einladungssportart. Bei den World Games 2022 wurde Flag Football als Einladungssportart gespielt.